# Kronau (Badenia-Wirtembergia)
Kronau – miejscowość i gmina w Niemczech, w kraju związkowym Badenia-Wirtembergia, w rejencji Karlsruhe, w regionie Mittlerer Oberrhein, w powiecie Karlsruhe, wchodzi w skład wspólnoty administracyjnej Bad Schönborn. Leży ok. 27 km na północny wschód od Karlsruhe, przy autostradzie A5, drodze krajowej B3 i linii kolejowej Karlsruhe – Mannheim).